# خليفة بن يوسف السويدي
خليفة بن يوسف السويدي (2 يوليو 1915-13 أغسطس 1971)، سياسي إماراتي راحل، كان له تأثير على الحياة السياسية والاقتصادية في منطقة الخليج العربي في ذلك الوقت انطلاقاً من إمارة أبوظبي. شغل مناصب عديدة حسّاسة في الدولة وبذل جهودا كبيرة في تطوير اقتصاد دولة الإمارات وتحويله من اقتصاد يعتمد على النفط كسلعة وحيدة إلى اقتصاد تتعدد فيه مصادر الدخل.
لعب خليفة دورًا هامًا في توحيد دولة الإمارات وقيام الإتحاد، إذ كان جزءاً من المجلس الذي عمل جاهداً على التفاوض لتوحيد الدولة، وعندما تولى الشيح زايد بن سلطان آل نهيان حكم إمارة أبوظبي عام 1966، استمر خليفة في العمل مع الشيخ زايد حتّى تحقق اتحاد الإمارات السبع في دولة واحدة في الثاني من ديسمبر عام 1971، لكنه توفي قبل أن يشهد ميلاد الدولة.

## حياته
ولد خليفة السويدي عام 1915 في أبوظبي، تلقى أساسيات التعليم على يد بعض الزائرين من رجال الدين والشعراء لأبوظبي بسبب عدم وجود مدارس نظامية آنذلك.
بدأ خليفة حياته العملية في مجال اللؤلؤ وبعد ذلك عمل على توسيع أعماله التجارية. في ذلك الوقت لم تكن هناك أي خطوط تجارية مباشرة تربط أبوظبي بالهند، لذلك كان على الصادرات والواردات من وإلى أبوظبي العبور بمملكة البحرين. تولّى خليفة أعمال العائلة التي امتلكت مراكب شراعية ومن أبرزهم مركب دار السلام لاستراد الأرز والسكّر والتوابل والبضائع الأساسية والاستهلاكية المختلفة.
مع بنهاية عصر صيد اللؤلؤ في أبو ظبي، إتسعت تجارة خليفة بن يوسف، وأصبح بعد حين وكيلاً حصرياً لعدد من النتجات والصناعات الرئيسية مثل شركة البترول البريطانية (PB)، روثمانز [الإنجليزية]، فيليبس، حليب راينبو، بالموليف [الإنجليزية]، وفوكسهول موتورز، وبيدفورد موتورز، وعرفت شاحناته باسم «نشالة» في اللهجة المحلية.
وفي عام 1953م تم منح شركة دارسي للاستكشاف (التي اختصّت بعمليات الاستكشاف لشركة النفط البريطانية) الامتياز لبدء العمل في البحر وتم تحويلها لاحقاً إلى شركة وأصبح اسمها شركة أبوظبي للمناطق البحرية (ادما)، وكانت الشركة مشروع ساهم فيه كل من شركة النفط البريطانية وشركة النفط الفرنسية (حالياً توتال). في عام 1958م وباستخدام آلات الحفر في البحر استطاعت شركة أدما استخراج النفط من حقل أم شيف وبعدها حقل مربان في عام 1960م ومن بعده حقل بوحصا في عام 1962م ومن ثم حقل زاكوم البحري في 1965م.

## بناء الإقتصاد الوطني
تضم دولة الإمارات العربية المتحدّة اليوم عددًا من المؤسسات الكبرى الهامة التي تشهد على مساهمات ومشاريع خليفة بن يوسف الفعّالة في المنطقة، منها شركة تلفزيون أبوظبي عام 1968 التي تأسست بتصريح من حاكم أبوظبي لخليفة بن يوسف وتحولت فيما بعد إلى شركة أبوظبي للإعلام وهي تمتلك اليوم عدداً من القنوات التلفزيونية والإذاعية البارزة مثل قناة الإمارات وقناة أبوظبي وقنوات أبوظبي الرياضية وجريدة الاتحاد وذا ناشينول وقناة ناشيونال جيوغرافيك أبوظبي وغيرها. 

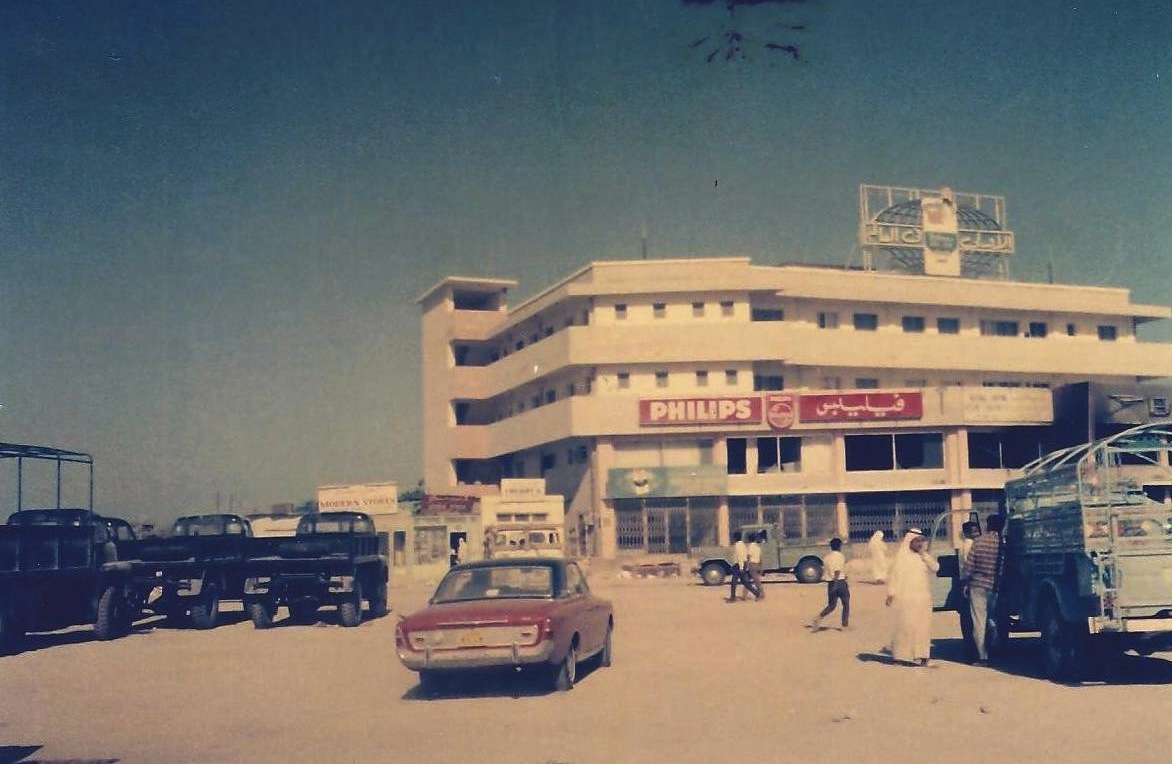
أوّل مبنى تجارة خاص بخليفة بن يوسف في أبوظبي

كما كان لخليفة دور رئيسي في تأسيس بنك أبوظبي الوطني في عام 1968 كأوّل بنك في أبوظبي وأوّل بنك تجاري ووطني في الإمارة، حيث اقترح خليفة بن يوسف في ذلك الوقت على الشيخ زايد بن سلطان آل نهيان حاكم الإمارة بتأسيس هذا البنك قائلاً «يجب أن تمتلك أبوظبي بنكها الخاص لشعبها بدلاً من الاستثمار في البنوك الأجنبية». كان الشيخ زايد يثق في خليفة بن يوسف ويحبه ويعلم مدى رغبته في تقديم كل ما هو نافع ومفيد لإمارة أبوظبي. وبناءاً على ذلك أصدر الشيخ زايد قراراً يعطي خليفة بن يوسف السلطة لتأسيس بنك أبوظبي الوطني وعمل على إدارته حتّى وفاته. وفي عام 2017 دمج بنك أبوظبي الوطني مع بنك الخليج الأول ليتأسس كيان اقتصادي جديد باسم (بنك أبوظبي الأول) كأكبر بنك في الإمارات.
كان خليفة أيضا عضواً في مجلس إدارة اللجنة المسؤولة عن استثمارات الصناديق الحكومية الذي بعرف باسم جهاز أبوظبي للاستثمار وترأس الجهود المبذولة لتأسيس غرفة تجارة وصناعة أبوظبي وأصبح أيضاً عضواً في مجلس إدارة الغرفة.

## الدور السياسي
في عام 1940 عندما بلغ من العمر خمسة وعشرين عاما، تولى منصب المستشار السياسي لحاكم أبوظبي ورئيس ديوان الحاكم آنذلك الشيخ شخبوط بن سلطان آل نهيان واستمر في المنصب حتى عام 1966. وبالإضافة لذلك شغل منصب رئيس الديوان والأمين العام للحاكم وكان له التأثير الإيجابي في سياسة المنطقة ما قبل الاتحاد وفي تأسيس مجال صناعة النفط الذي كان ما يزال في بداياته. كما عمل كمدير للعلاقات الأجنبية ومسؤولاً عن المفاوضات التي كانت تتم مع بعض شركات النفط التي لها مقرات في دولة الإمارات حتّى اليوم ويعود له الفضل في تطوير العلاقات الدولية بين الإمارات وبريطانيا وأدارة جميع الاجتماعات والمفاوضات لتوفير أفضل الحلول لصالح الإمارات.
تولّى خليفة في عام  1969 نائب رئيس المجلس لبلدية أبوظبي. وتم تعيينه كنائب رئيس ووكيل وزارة البلديات والزراعة، كما تم إعطائه لقب بمحافظ إمارة أبوظبي وهو اللقب الذي انفرد به خليفة بن يوسف.

## السنوات الأخيرة ووفاته

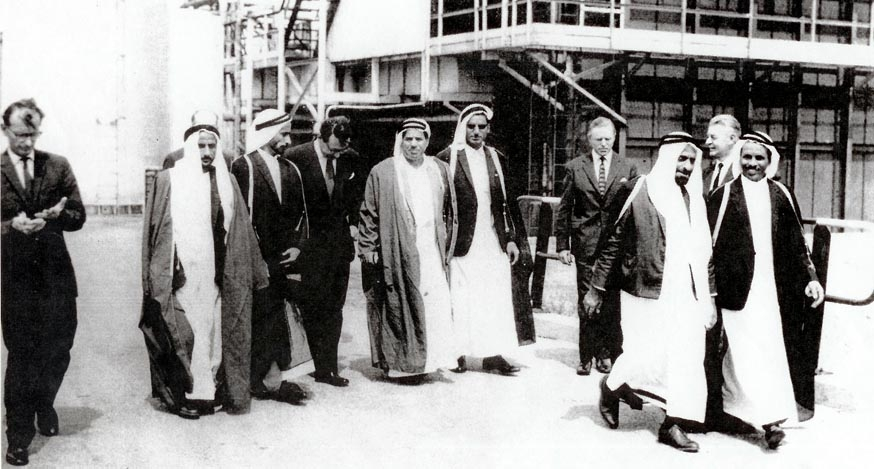
خليفة بن يوسف في آخر زيارة له إلى لندن

في يوم السبت ذهب خليفة بن يوسف لمقر عمله ببلدية أبوظبي وأدى صلاة الظهر في المكتب وبعد انتهائه من المكتب رجع إلى منزله وتناول الغداء، ثم أجرى مكالمة هاتفية مع الدكتور محمد بن سعيد البادي الذي كان رئيس الأركان والمرافق العسكري للحاكم آنذاك لمناقشه جدول الزيارة له مع الشيخ زايد بن سلطان لاعتماد المخطّط النهائي لمدينة الوثبة، وكان مخطط لهذه الزيارة في عصر ذلك اليوم ولكن وافته المنيّة خلال هذه المكالمة الهاتفية. كانت جميع زوجاته وابنه الأكبر أحمد بن خليفه في مدينة العين ولم يكن معه أحد في المنزل غير خادمه الذي استدعى على الفور الشيخ أحمد بن حامد وأحمد بن خلف بن أحمد العتيبة للقدوم للمنزل وتبعهم ثاني أكبر أبنائه محمد بن خليفه السويدي.
تُوفي خليفة بن يوسف بن أحمد السويدي أثر نوبة قلبيه في منزله في أبوظبي بعد ظهر يوم الثالث عشر من أغسطس لعام 1971م ليواروا جثمانه الثرى بعد صلاه العصر بمقبرة البطين في ابوظبي بحضور الشيخ زايد بن سلطان آل نهيان وأهله وأقربائه واستقبل حاكم أبوظبي العزاء في قصر المنهل الرئاسي في أبوظبي وعبّر الشيخ زايد عن حزنه قائلاً «اليوم فقدت ساعدي الأيمن».

## حياته الخاصة
خليفة السويدي هو شقيق كل من عمير بن يوسف وعوشة بنت يوسف (والدة الشاعر مانع سعيد العتيبة)، ينتسب إلى آل السويدي من جهة الأب، وإلى آل بو مهير من جهة الأم، والدته هي مصيفة بنت محمد بن عبدالله بن مانع بن عيلان ابن فاضل المهيري، كان والدها محمد من شيوخ قبيلة بو مهير وهو ابن خالة الشيخ مانع بن راشد آل مكتوم.